# Opuntia
Opuntia Mill. è un genere di piante della famiglia delle Cactacee di cui fa parte il più noto fico d'India.
Il nome del genere deriva dal greco Opus, per Opunte, l'antica capitale della Locride.
Il nome Opuntia venne usato anche da Plinio il Vecchio, ma la pianta che cresceva a quei tempi non ha niente a che vedere con la Opuntia che conosciamo ai giorni nostri e che è originaria dell'America meridionale.

## Descrizione
Hanno fusti cilindrici, piatti o globulari, detti cladodi; molto raramente producono piccole foglie cilindriche che hanno breve vita e appaiono in pochissime specie e ricoperte da un sottile strato ceroso per limitare la traspirazione e quindi la perdita d'acqua.

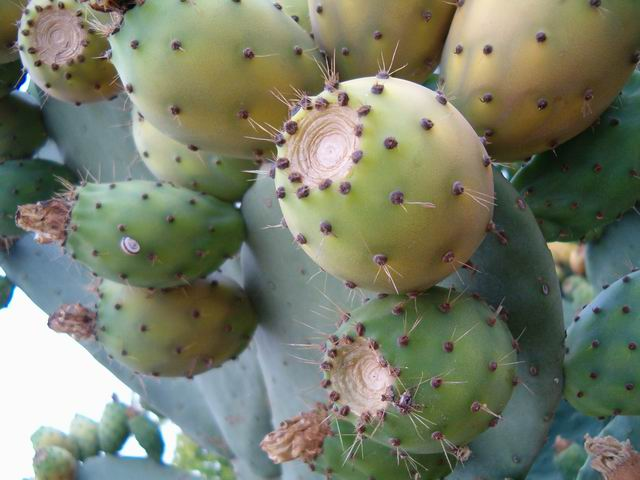
Frutti maturi di Opuntia ficus-indica

Possiedono un apparato radicale carnoso che si sviluppa soprattutto in larghezza e meno in profondità, capace di colonizzare gli ambienti più impervi alla ricerca di acqua e nutrimento.
I fiori solitari delle Opuntia sono molto vistosi e alla loro sfioritura seguono dei frutti ovoidali contenenti parecchi semi, sulla buccia poi si notano delle piccole protuberanze disposte quasi simmetricamente tra di loro munite di piccolissimi aculei, quasi invisibili, che producono a contatto con la pelle un continuo fastidio.

## Tassonomia

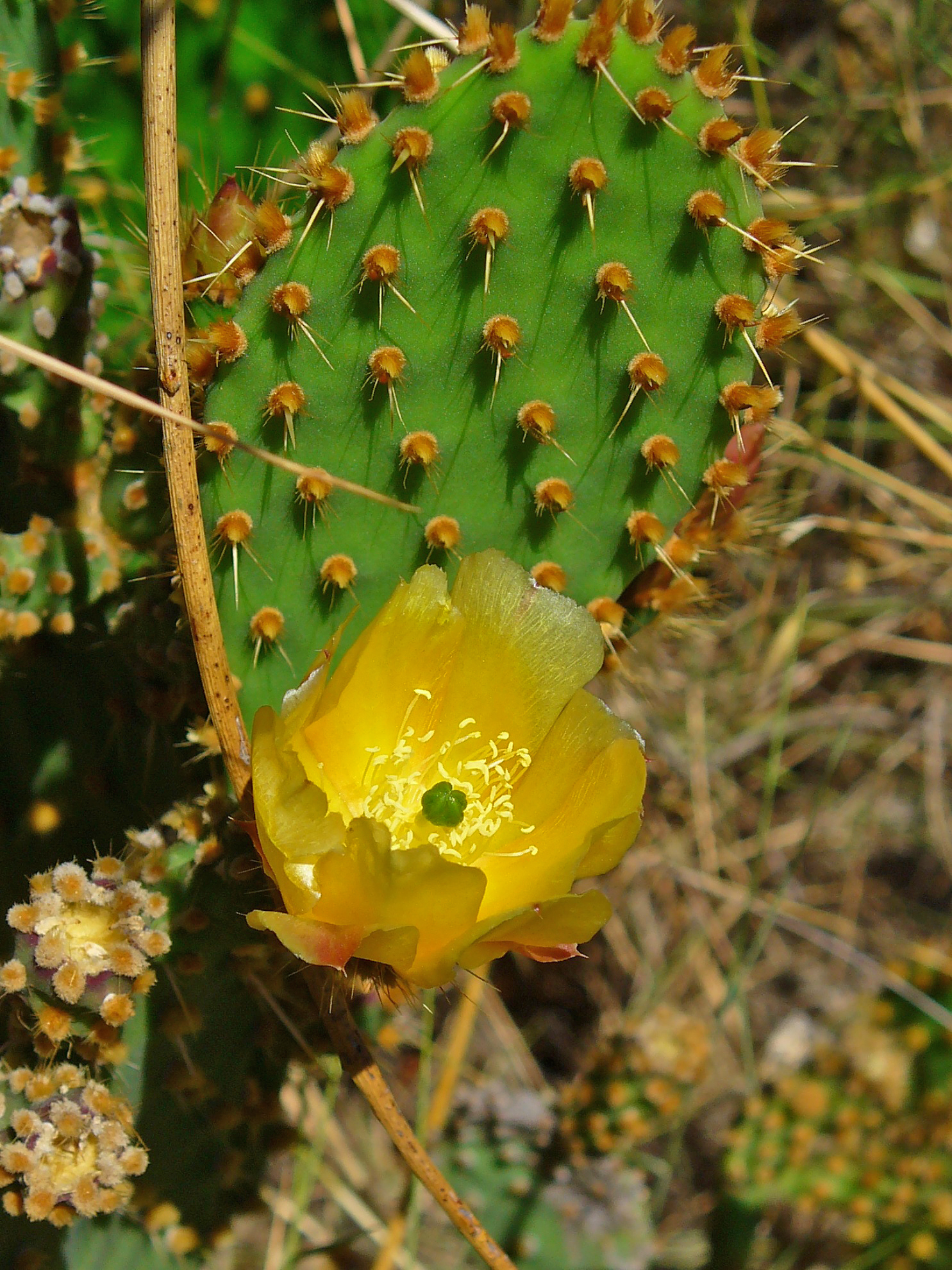
Opuntia engelmannii

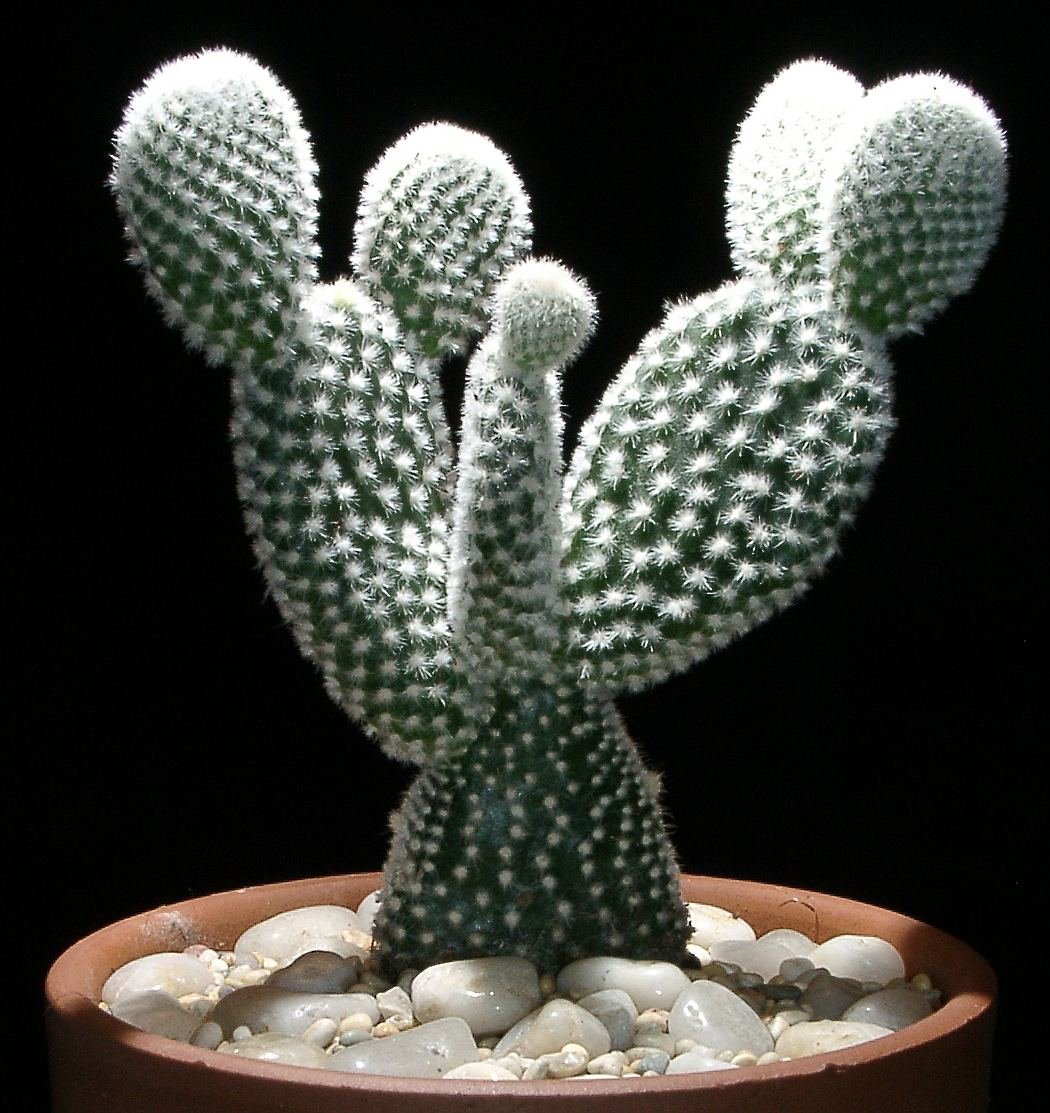
Opuntia microdasys

Il genere comprende oltre 130 specie tra cui:
- Opuntia basilaris – originaria del Messico e degli Stati meridionali degli USA, ha articoli carnosi e ovaloidi quasi senza spine; i suoi fiori sono in prevalenza rosso-violacei.
- Opuntia dillenii – originaria delle Indie Occidentali, ha articoli lunghi e piatti di colore verde acceso che al sole assumono un rivestimento azzurrognolo, hanno spine robuste giallo-arancio, i fiori sono gialli e i suoi frutti commestibili hanno una colorazione rossa.
- Opuntia elata – originaria del Brasile, cresce a cespuglio e raggiunge circa un metro di altezza; ha spine rade ed aghiformi, i fiori sono giallo-arancio.
- Opuntia engelmannii - originaria del Texas, dell'Arizona e di una parte del Messico, cresce formando grandi cespugli, ha articoli rotondi di circa 30 cm e lunghe spine rossastre con punte bianche; i suoi fiori sono gialli.
- Opuntia ficus-indica - conosciuta comunemente come fico d'India, cresce in tutte le zone miti, sopporta anche grandi freddi e può raggiungere anche i 5 m di altezza, formando grossi tronchi con delle ramificazioni che possono avere anche una lunghezza di 50 cm. I fiori sono gialli e i frutti commestibili sono di colore arancione, bianco e giallo.
- Opuntia fragilis – originaria del Sud America e del Messico, è una pianta nana, con ramificazioni molto delicate che cadono facilmente; i suoi fiori sono giallognoli.
- Opuntia microdasys – originaria del Messico, è una pianta nana con articoli piatti e ovali, molto adatta alla coltura in vaso; ha areole con minuscole e finissime spine a cuscinetto molto penetranti al tatto, può avere fiori bianchi o gialli.
- Opuntia stricta - diffusa in Sud America, Nord America, America Centrale e Caraibi. È considerata una pianta invasiva in Sud Africa e in Australia dove è stata oggetto di uno dei primi esperimenti realmente efficaci di controllo biologico utilizzando il lepidottero Cactoblastis cactorum.
- Opuntia subinermis – originaria dell'Argentina, ha articoli rotondeggianti che amano la luce forte, il colore varia da verde scuro a verde chiarissimo; i fiori sono giallo pallido.
- Opuntia tunicata – originaria del Messico e del Cile, ha articoli globulari o cilindrici con spine uncinate e rivestite di una membrana color giallo (da qui il nome tunicata), può raggiungere il metro di altezza e nei luoghi di origine viene spesso usata come siepe difensiva; i suoi fiori sono gialli.

## Usi
L'Opuntia ficus-indica (fico d'India)  è la specie più conosciuta e cresce spontanea in tutto il Mediterraneo. In lingua inglese viene chiamata indian fig, barbary fig o prickly pear mentre in spagnolo è nota sotto il nome di nopal o tuna. Le "foglie" carnose della pianta vengono usate per l'alimentazione dei bovini e dei suini (Messico, Africa, Australia, Brasile), mentre il frutto molto ricco di vitamina C viene consumato come delicatezza, trasformato in marmellata, sciroppo e anche in bevande alcoliche (in Messico: conche). 
Sulla Opuntia vive spesso la cocciniglia, un insetto di cui si conoscono un migliaio di specie: dai corpi essiccati delle femmine del Dactylopius coccus, originario del Messico e già usato per tinture dagli Aztechi, viene estratto l'acido carminico che è un colorante rosso-vivo usato per cosmetici, pigmenti, inchiostri e soprattutto nell'industria alimentare per conferire un aspetto più gradevole a cibi e bevande.

## Coltivazione
La loro coltivazione richiede un terriccio molto drenante e roccioso e, se coltivate in vaso, la terra deve essere concimata e mista a sabbia grossolana; l'esposizione deve essere in pieno sole, le annaffiature regolari in estate vanno completamente sospese in inverno; in questa stagione, le piante - che sopportano anche il freddo - andranno tenute all'aperto ad una temperatura che non superi i 5 o 7 °C per evitare un prolungamento con conseguente indebolimento degli articoli della pianta.
La moltiplicazione avviene sia per seme usando un miscuglio di terra e sabbia umida, e mantenendo una temperatura di 21 °C, o più semplicemente staccando un articolo o tagliando la cima di una forma tubolare che verrà preventivamente fatta asciugare e appoggiata a una base di sabbia pura dove la parte tagliata verrà sorretta da paletti provvisori.